# Souterrain von Ballyhackett
Das (stone-built) Souterrain von Ballyhackett bei Larne im County Antrim in Nordirland, an der Basis einer Feldmauer gelegen, ist ein gutes Beispiel für ein Souterrain der irischen Wikingerzeit (um 1000 n. Chr.) Bei den Souterrains wird grundsätzlich zwischen „rock-cut“, „earth-cut“, „stone built“ und „mixed“ Souterrains unterschieden.
Es ist heute von der Westseite einer Feldmauer zu betreten, aber der ursprüngliche Zugang lag vermutlich auf der Ostseite. Die lineare Anordnung der Gänge in Form eines F und das häufige Vorkommen von Schlupfen (sehr niedrige Durchgänge), zeigen, dass die Funktion des Souterrains nicht die Lagerung von Gütern war, wie früher angenommen. Die Gesamtlänge beträgt etwa 80,0 Meter, mit insgesamt sechs Schlupfen und einer so genannten Fallgrube. 
Ballyhackett ist ein Scheduled Monument.